# Internazionali d'Italia 2000 - Qualificazioni singolare maschile
Le qualificazioni del torneo di singolare maschile degli Internazionali d'Italia 2000 sono state un torneo di tennis preliminare per accedere alla fase finale della manifestazione. I vincitori dell'ultimo turno sono entrati di diritto nel tabellone principale. In caso di ritiro di uno o più giocatori aventi diritto a questi sono subentrati i lucky loser, ossia i giocatori che hanno perso nell'ultimo turno ma che avevano una classifica più alta rispetto agli altri partecipanti che avevano comunque perso nel turno finale.
Le qualificazioni del torneoRome Masters  2000 prevedevano 32 partecipanti di cui 8 sono entrati nel tabellone principale.

## Teste di serie
1. Gastón Gaudio (Qualificato)
2. Andreas Vinciguerra (ultimo turno)
3. Arnaud Clément (ultimo turno)
4. Sargis Sargsian (ultimo turno)
5. Juan Ignacio Chela (Qualificato)
6. Goran Ivanišević (Qualificato)
7. Jeff Tarango (Qualificato)
8. Alberto Berasategui (primo turno)

1. Albert Portas (Qualificato)
2. Juan Antonio Marín (ultimo turno)
3. Petr Luxa (primo turno)
4. John van Lottum (primo turno)
5. Andrei Pavel (Qualificato)
6. Bohdan Ulihrach (primo turno)
7. Hernán Gumy (ultimo turno)
8. Christian Ruud (Qualificato)

## Qualificati
1. Gastón Gaudio
2. Christian Ruud
3. Andrei Pavel
4. Bohdan Ulihrach

1. Juan Ignacio Chela
2. Goran Ivanišević
3. Jeff Tarango
4. Albert Portas

## Tabellone

### Legenda
| - Q = Qualificato - WC = Wild card - LL = Lucky loser | - ALT = Alternate - SE = Special Exempt - PR = Protected Ranking | - w/o = Walkover - r = Ritirato - d = Squalificato |

### Sezione 1
|  | Primo turno | Primo turno       | Primo turno       | Primo turno | Primo turno |  |  | Ultimo turno | Ultimo turno  | Ultimo turno  | Ultimo turno  | Ultimo turno |  |
|  |             |                   |                   |             |             |  |  |              |               |               |               |              |  |
|  | 1           | Gastón Gaudio     | 4                 | 6           | 6           |  |  |              |               |               |               |              |  |
|  |             | Orlin Stanojčev   | 6                 | 2           | 3           |  |  | 1            | Gastón Gaudio | Gastón Gaudio | Gastón Gaudio | W-O          |  |
|  | 15          | Hernán Gumy       | Hernán Gumy       | 6           | 6           |  |  | 15           | Hernán Gumy   | Hernán Gumy   | Hernán Gumy   |              |  |
|  |             | Cristiano Caratti | Cristiano Caratti | 4           | 4           |  |  |              |               |               |               |              |  |

### Sezione 2
|  | Primo turno | Primo turno         | Primo turno    | Primo turno | Primo turno |  |  | Ultimo turno | Ultimo turno        | Ultimo turno | Ultimo turno | Ultimo turno |  |
|  |             |                     |                |             |             |  |  |              |                     |              |              |              |  |
|  | 2           | Andreas Vinciguerra | 65             | 7           | 6           |  |  |              |                     |              |              |              |  |
|  |             | Vincenzo Santopadre | 7              | 65          | 3           |  |  | 2            | Andreas Vinciguerra | 4            | 6            | 2            |  |
|  | 16          | Christian Ruud      | Christian Ruud | 6           | 6           |  |  | 16           | Christian Ruud      | 6            | 4            | 6            |  |
|  |             | Federico Luzzi      | Federico Luzzi | 1           | 3           |  |  |              |                     |              |              |              |  |

### Sezione 3
|  | Primo turno | Primo turno     | Primo turno     | Primo turno | Primo turno |  |  | Ultimo turno | Ultimo turno   | Ultimo turno   | Ultimo turno | Ultimo turno |  |
|  |             |                 |                 |             |             |  |  |              |                |                |              |              |  |
|  | 3           | Arnaud Clément  | Arnaud Clément  | 6           | 6           |  |  |              |                |                |              |              |  |
|  |             | Stefano Tarallo | Stefano Tarallo | 1           | 0           |  |  | 3            | Arnaud Clément | Arnaud Clément | 4            | 1            |  |
|  | 13          | Andrei Pavel    | Andrei Pavel    | 7           | 6           |  |  | 13           | Andrei Pavel   | Andrei Pavel   | 6            | 6            |  |
|  |             | Tuomas Ketola   | Tuomas Ketola   | 5           | 2           |  |  |              |                |                |              |              |  |

### Sezione 4
|  | Primo turno | Primo turno     | Primo turno     | Primo turno | Primo turno |  |  | Ultimo turno | Ultimo turno    | Ultimo turno    | Ultimo turno | Ultimo turno |  |
|  |             |                 |                 |             |             |  |  |              |                 |                 |              |              |  |
|  | 4           | Sargis Sargsian | Sargis Sargsian | 6           | 6           |  |  |              |                 |                 |              |              |  |
|  |             | Gianluca Luddi  | Gianluca Luddi  | 2           | 2           |  |  | 4            | Sargis Sargsian | Sargis Sargsian | 3            | 3            |  |
|  |             | Bohdan Ulihrach | 6               | 65          | 6           |  |  |              | Bohdan Ulihrach | Bohdan Ulihrach | 6            | 6            |  |
|  | 14          | Martin Damm     | 3               | 7           | 4           |  |  |              |                 |                 |              |              |  |

### Sezione 5
|  | Primo turno | Primo turno        | Primo turno        | Primo turno | Primo turno |  |  | Ultimo turno | Ultimo turno       | Ultimo turno       | Ultimo turno | Ultimo turno |  |
|  |             |                    |                    |             |             |  |  |              |                    |                    |              |              |  |
|  | 5           | Juan Ignacio Chela | Juan Ignacio Chela | 6           | 6           |  |  |              |                    |                    |              |              |  |
|  |             | Attila Sávolt      | Attila Sávolt      | 3           | 2           |  |  | 5            | Juan Ignacio Chela | Juan Ignacio Chela | 6            | 6            |  |
|  |             | John van Lottum    | John van Lottum    | 6           | 6           |  |  |              | John van Lottum    | John van Lottum    | 2            | 2            |  |
|  | 12          | Adrian Voinea      | Adrian Voinea      | 4           | 3           |  |  |              |                    |                    |              |              |  |

### Sezione 6
|  | Primo turno | Primo turno      | Primo turno      | Primo turno | Primo turno |  |  | Ultimo turno | Ultimo turno     | Ultimo turno | Ultimo turno | Ultimo turno |  |
|  |             |                  |                  |             |             |  |  |              |                  |              |              |              |  |
|  | 6           | Goran Ivanišević | Goran Ivanišević | 6           | 6           |  |  |              |                  |              |              |              |  |
|  |             | Wayne Black      | Wayne Black      | 3           | 1           |  |  | 6            | Goran Ivanišević | 6            | 4            | 6            |  |
|  |             | Petr Luxa        | Petr Luxa        | 6           | 6           |  |  |              | Petr Luxa        | 2            | 6            | 3            |  |
|  | 11          | Jonas Björkman   | Jonas Björkman   | 2           | 2           |  |  |              |                  |              |              |              |  |

### Sezione 7
|  | Primo turno | Primo turno        | Primo turno        | Primo turno | Primo turno |  |  | Ultimo turno | Ultimo turno       | Ultimo turno       | Ultimo turno | Ultimo turno |  |
|  |             |                    |                    |             |             |  |  |              |                    |                    |              |              |  |
|  | 7           | Jeff Tarango       | Jeff Tarango       | 6           | 7           |  |  |              |                    |                    |              |              |  |
|  |             | Nicklas Kulti      | Nicklas Kulti      | 2           | 5           |  |  | 7            | Jeff Tarango       | Jeff Tarango       | 6            | 6            |  |
|  | 10          | Juan Antonio Marín | Juan Antonio Marín | 6           | 6           |  |  | 10           | Juan Antonio Marín | Juan Antonio Marín | 1            | 3            |  |
|  |             | Filippo Volandri   | Filippo Volandri   | 3           | 3           |  |  |              |                    |                    |              |              |  |

### Sezione 8
|  | Primo turno | Primo turno         | Primo turno   | Primo turno | Primo turno |  |  | Ultimo turno | Ultimo turno      | Ultimo turno      | Ultimo turno | Ultimo turno |  |
|  |             |                     |               |             |             |  |  |              |                   |                   |              |              |  |
|  |             | Jean-René Lisnard   | 2             | 6           | 6           |  |  |              |                   |                   |              |              |  |
|  | 8           | Alberto Berasategui | 6             | 3           | 4           |  |  |              | Jean-René Lisnard | Jean-René Lisnard | 2            | 3            |  |
|  | 9           | Albert Portas       | Albert Portas | 6           | 6           |  |  | 9            | Albert Portas     | Albert Portas     | 6            | 6            |  |
|  |             | Alex O'Brien        | Alex O'Brien  | 2           | 2           |  |  |              |                   |                   |              |              |  |